# L'amante (Gianni Celeste)
L'amante è una raccolta del cantante italiano Gianni Celeste, pubblicata nel 2003.
L'album, oltre a contenere 8 vecchi successi riarrangiati, contiene 4 inediti.

## Tracce
1. Hai barato
2. L'amante
3. Te penzo
4. Tu si a cchiu' bella
5. Sott'uocchie
6. Na malatia
7. Pianoforte
8. Nun conosce o bene
9. Senza e te
10. Frate e frate
11. Si tu
12. Spogliate